# Traditionell graffiti

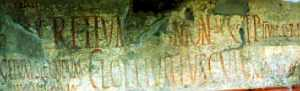
Antik politisk graffiti från Pompeji.

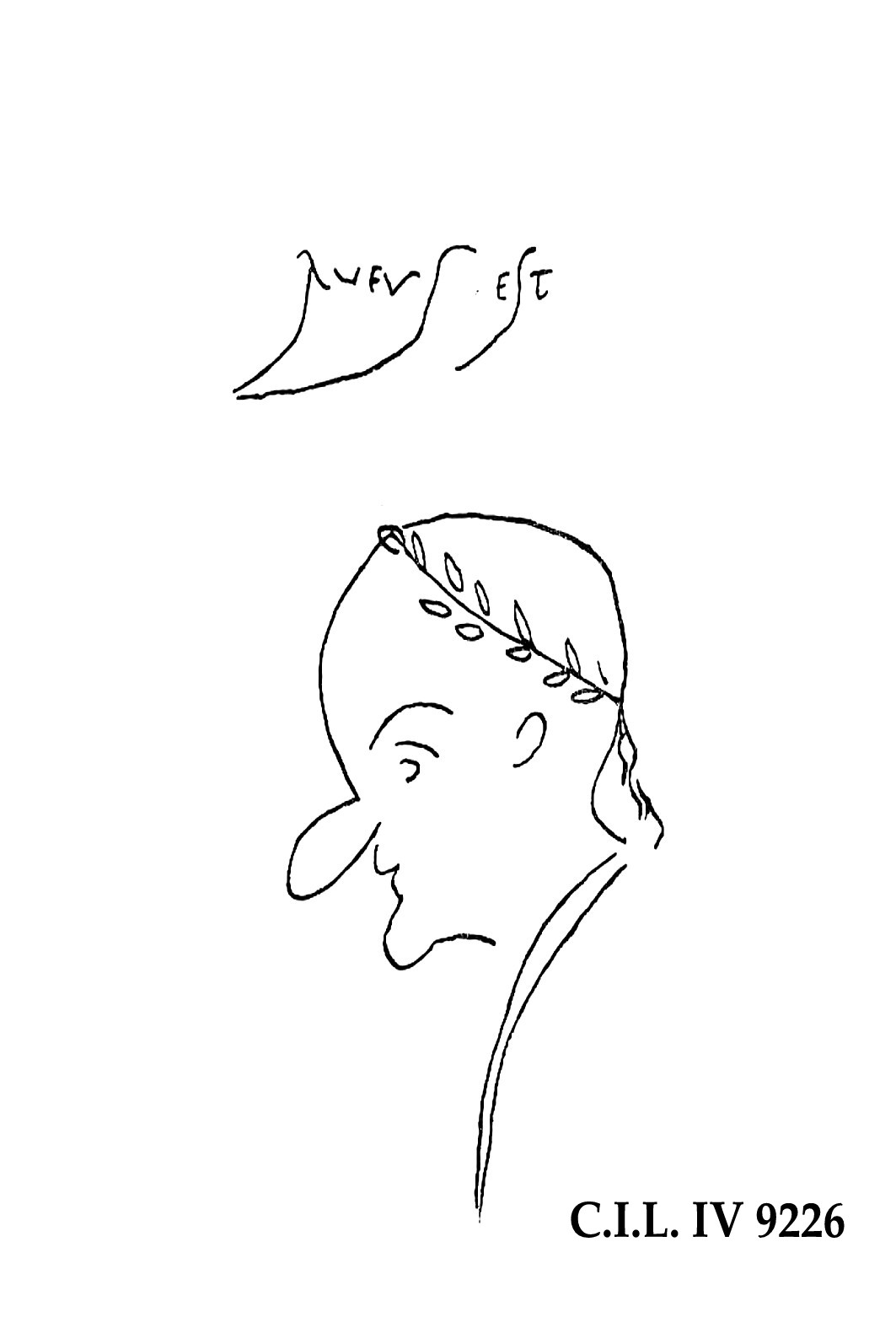
Antik graffitikarikatyr av en pompeijansk politiker.

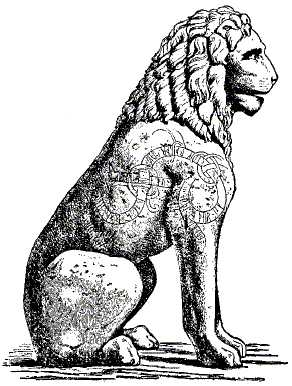
Pireuslejonet med rungraffiti.

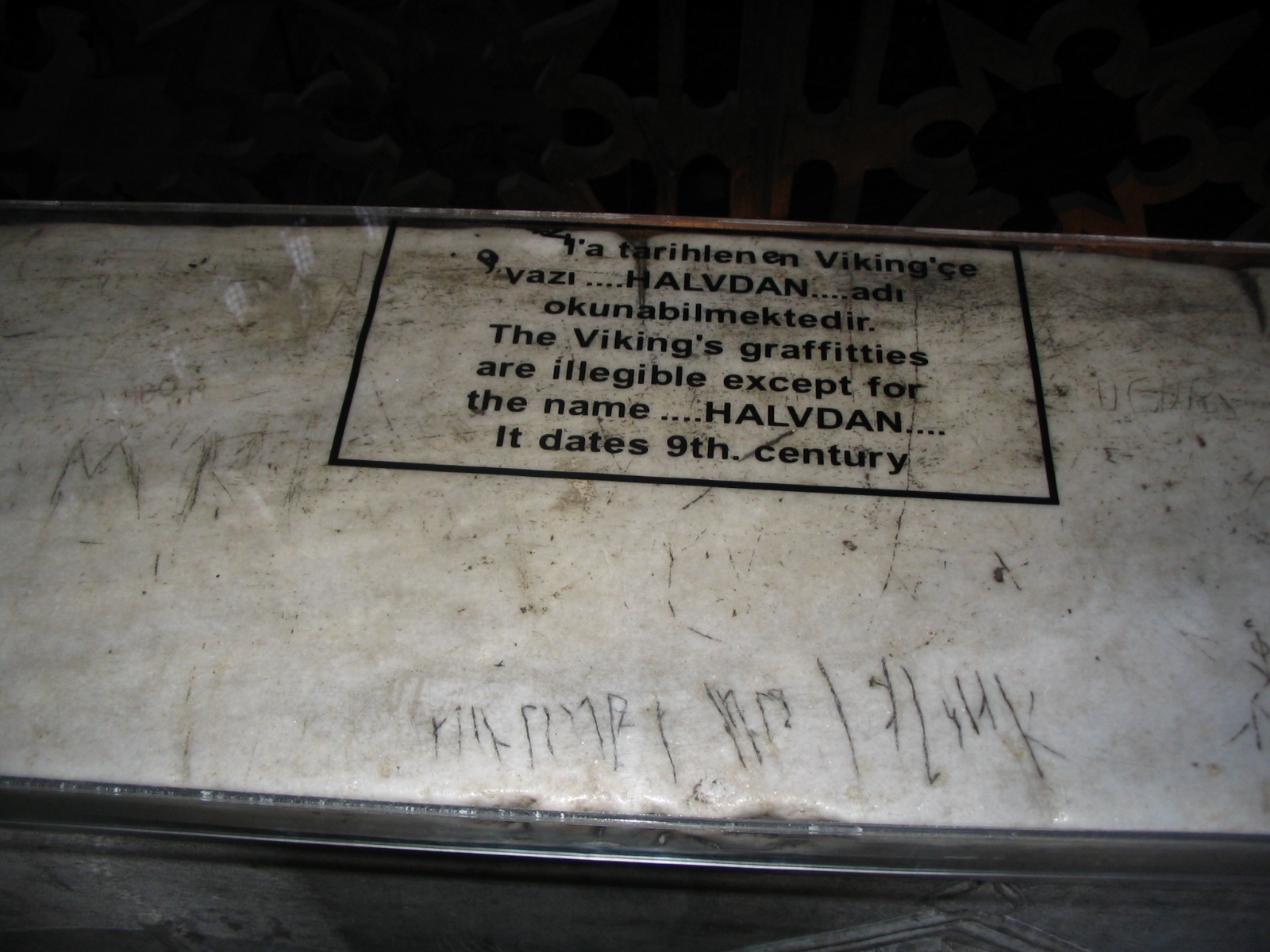
Vikingatida rungraffiti i Hagia Sofia: "Halfdan".

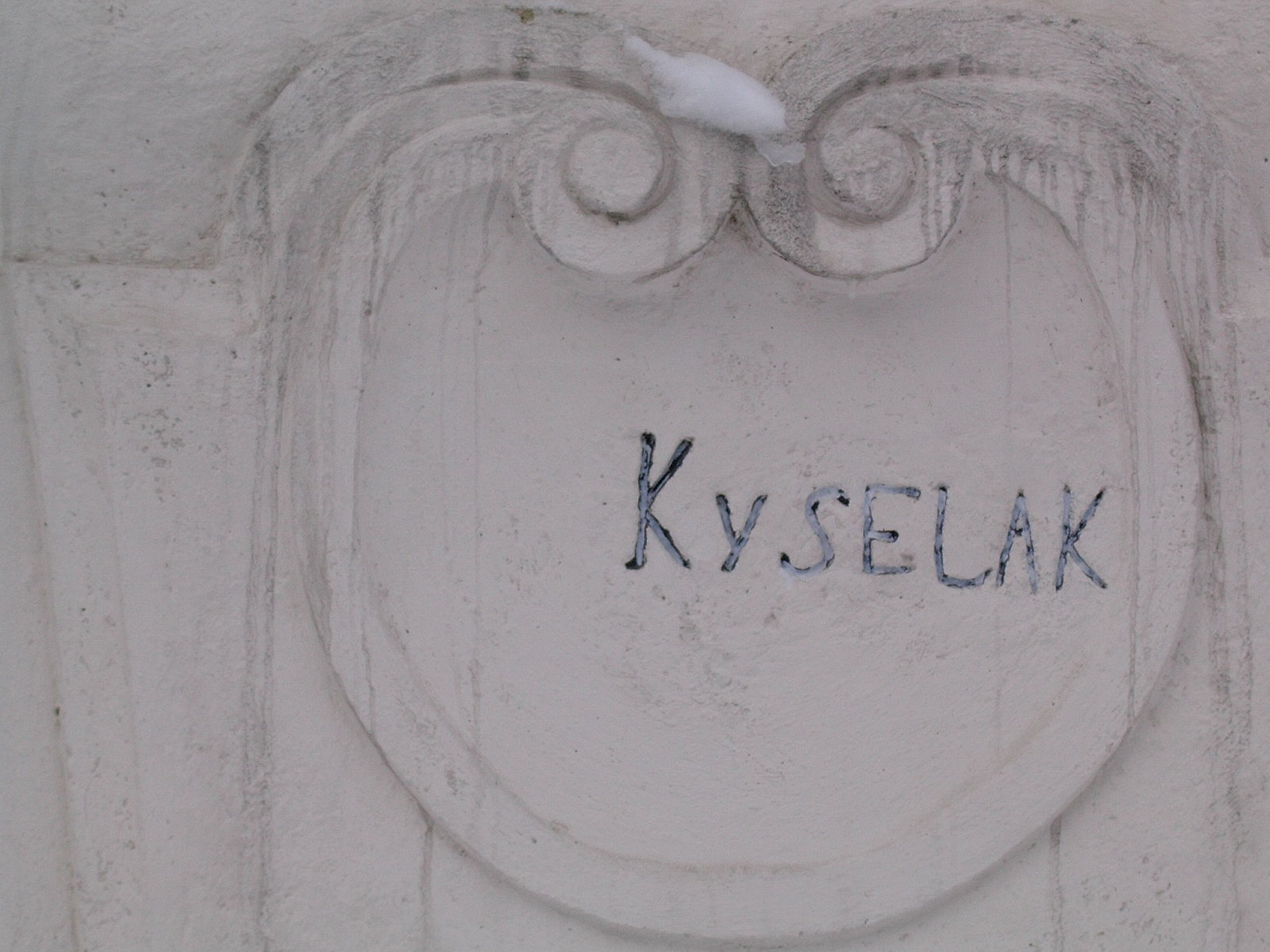
Kilroys föregångare från Wien: Josef Kyselak, (1795-1831). Skrev också "Kyselak war hier".

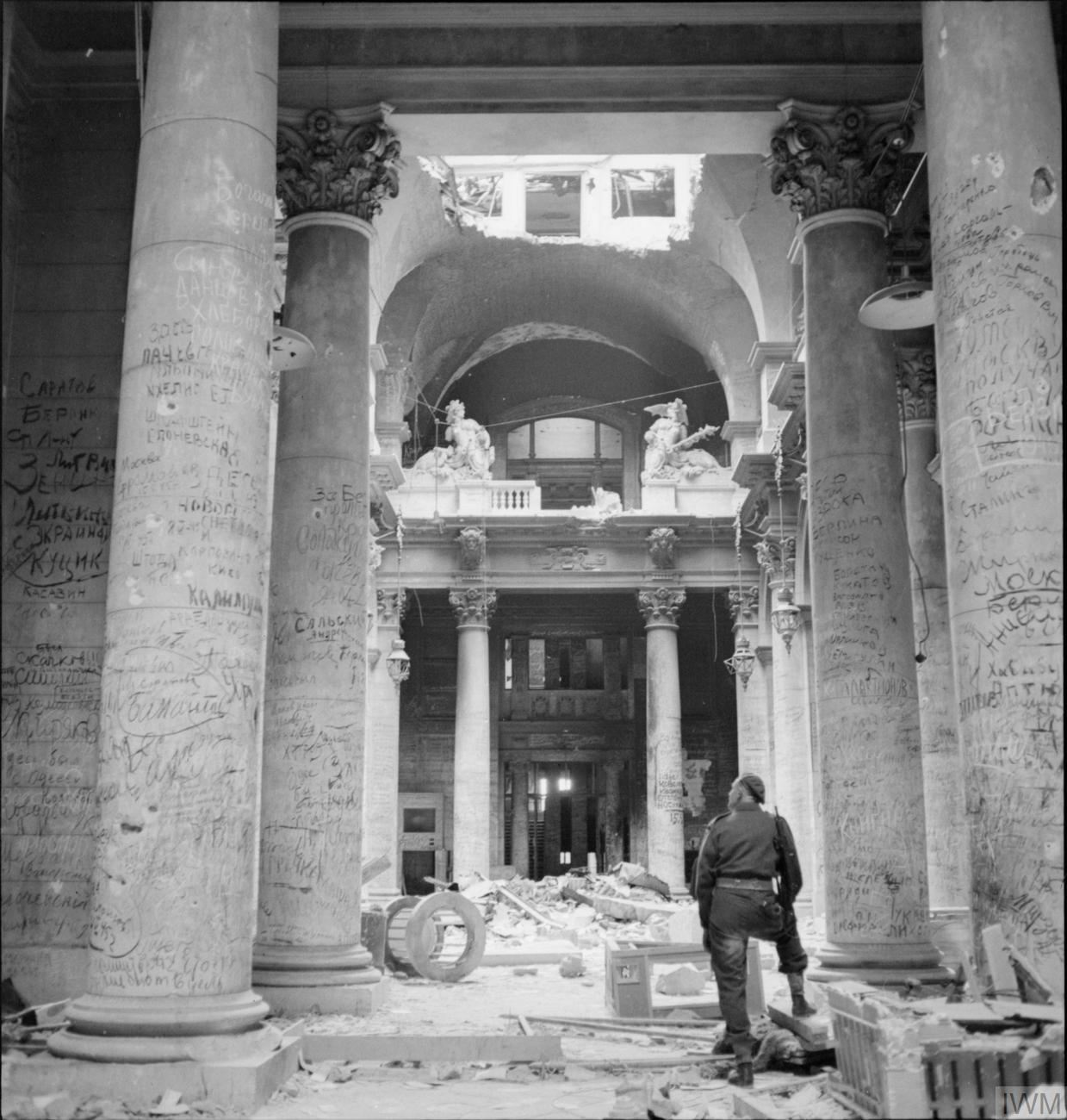
Graffiti av ryska soldater i riksdagshusets ruiner, Berlin 1945.

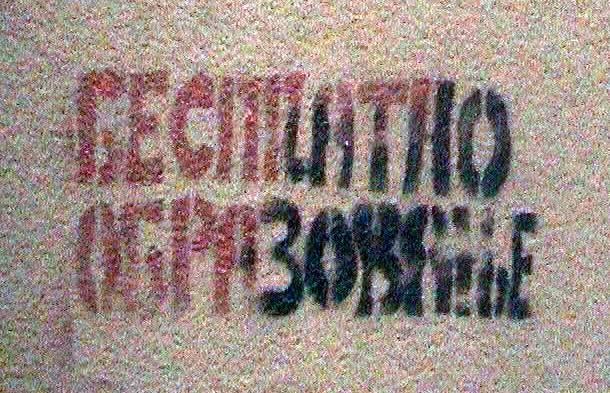
"Fri utbildning!" Rysk stencil-graffiti med kyrilliska bokstäver.

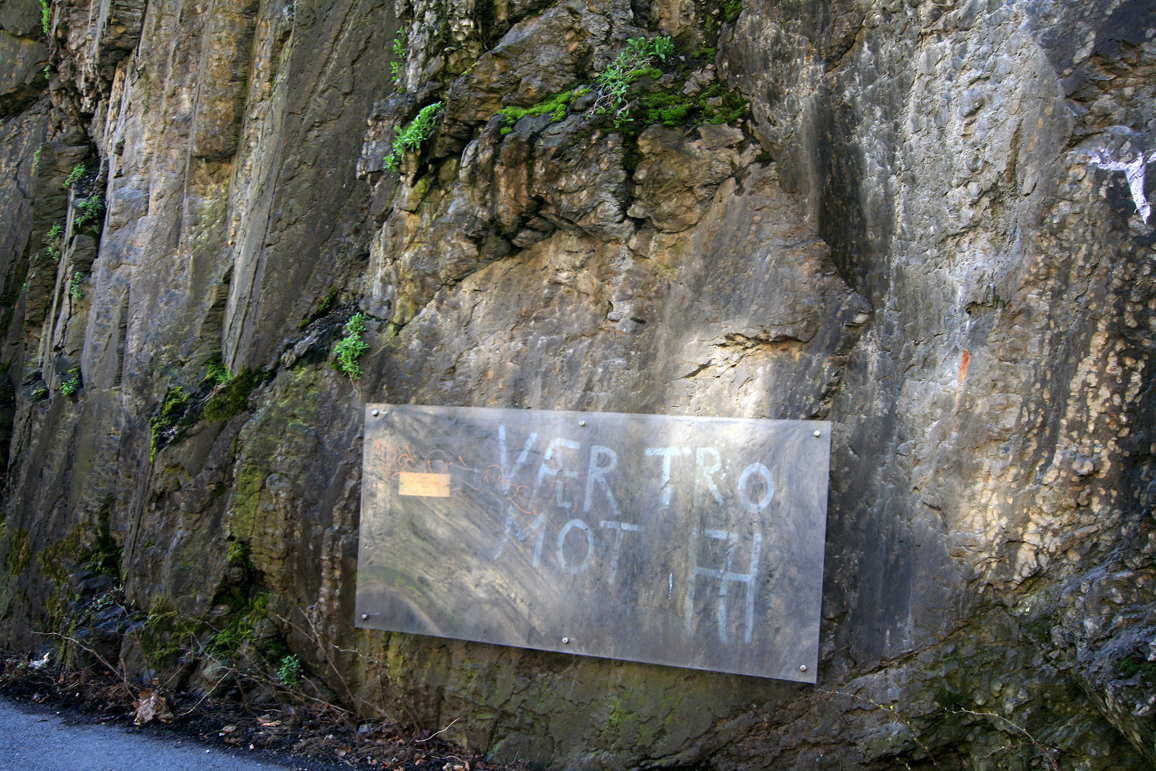
Kulturminnesskyddad graffiti från motståndet mot naziockupationen av Norge: "Var trogen H7" (Håkon VII, Norges dåvarande kung).

Graffiti (italienska, plural av graffito, ‘ristning’, ytterst av grekiska grapho, ‘skriva’) är texter, bilder eller en kombination av dessa som ristas, skrivs eller målas, oftast olovligen på offentliga platser eller annans egendom för försköning eller för att uttrycka åsikter och känslor.
Begreppet graffiti användes först av arkeologen Raphael Garrucci år 1856 för att skilja ut folkliga, spontana inskriptioner från officiella på antika monument.

## Skillnader mellan klotter och traditionell graffiti
Pejorativet klotter signalerar att betraktaren markerar avstånd till eller missnöje med det hon eller han ser. Likheterna med traditionell graffiti är stora och överlappande, men i klotter ingår också den del av den moderna spraykonsten som kallas tags. Här gäller det emellertid främst de historiska graffitiformerna.

## Historia
Graffiti är ett vanligt fenomen i alla tider och kulturer. Även om man inte räknar de paleolitiska handavtrycken i grottkonsten hit, är graffitin ändå mycket gammal. En av de äldsta ristade förekomsterna finns vid Sakkara-pyramiden i Egypten, där en besökare för 3 500 år sedan skrivit med hieroglyfer: ”Jag är mycket imponerad av Farao Djosers pyramid”. Från och med antiken blir fynden vanligare, och i det utgrävda Pompeji (79 e.Kr.) och i Roms katakomber (100 e.Kr.) finns många sådana exempel. Vikingarna spred graffiti med runor under sina resor; på ett marmorlejon i Pireus finns till exempel en sådan inskrift som Erik Brate 1914 bl.a. uttolkade som "Svear anbragte detta på lejonet" men som idag är nervittrad och oläsbar. En kopia finns dock på Historiska Museet i Stockholm. Det har också diskuterats huruvida upphovsmännen kunnat vara uppländska väringar i sold hos den öst-romerske kejsaren. Och i Hagia Sofia-moskén i Istanbul (f.d. Konstantinopel) har en annan viking lämnat sin signatur Halvdan. Medeltida kyrkor har också graffiti i stor mängd.

## Innehållet
Graffitins innehåll är anmärkningsvärt oförändrat fram till vår tid. Det rör sig huvudsakligen om en folkloristisk kommunikation i form av namn, enkla symboler, kärleksförklaringar, obsceniteter och triviala budskap, men någon gång också om dikt och prosa eller mer utarbetade teckningar. En enkel, kursiv textning är vanlig. Budskapet och innehållet är vanligen viktigare än utförandet och stilen. Verktygen är skarpa föremål, krita eller pensel.

## Utveckling fram till nu
Mot denna traditionella graffiti, som på sina håll fortlever, kontrasterar vår egen tids stilistiska, politiska eller privata graffiti. Fartyginspektören James J. Kilroys Kilroy was here spreds som vandringsklotter under andra världskriget. Picasso uttryckte sin uppskattning av den ristade graffitin på Paris husfasader. Under 1960-talets slut politiserades graffitin under intryck av ungdomsrevolten, och den situationistiska väggpoesin uppmärksammades 1968. Politiska brigadmålningar och grannskapskonst blev vanliga under slutet av 1970-talet, och gatukonsten eller Street Art utvecklades framförallt under 1980-talet. Tillsammans med spraykonsten blev detta den dominerande graffititypen, men de andra formerna kan fortfarande påträffas.

## Olika sorters traditionell graffiti
- Namngraffiti: Den vanligaste av alla sorters traditionell graffiti[9], från antiken, vikingatiden, de medeltida kyrkorna och in i vår tid, där den övertagits först av territorial markers[10] och sen av tags som också är ett namn, men ett kodifierat och stiliserat sådant.

- Privatklotter/telefonklotter: Denna graffitityp har i stort sett alla människor gjort sig skyldiga till, antingen i skolbänken, i biblioteksböcker,[11] i samband med telefonsamtal eller på egna tillhörigheter. Små snirklar och cirklar, repetitiva mönster är vanliga. Det går att jämföra med automatism eftersom mönstren ofta görs i distraktion.[12]

- Politisk graffiti: Förekom redan under antiken, då det var borgmästarval i Pompeji. Propaganda för och emot kandidaterna målades direkt på husväggarna, exempelvis ”Samtliga grönsakshandlare vill ha X till borgmästare”. Politisk graffiti har alltid följt med i revolutionstider, särskilt berömda är situationisternas graffiti i Paris Maj 1968. I vår tid förekommer politisk graffiti i orosområden som Palestina och Irland[13], men även i övrigt. En närbesläktad form är brigadmåleriet inom grannskapskonsten.

- Kärleksgraffiti: A + B, inskrivet i ett hjärta, är en urgammal graffitiform. Den finns framför allt som trädristning. Pojke älskar flicka  =  sant förekommer i alla tider och kulturer.[14]

- Vandringsgraffiti: Denna typ av namngraffiti brukar exemplifieras med ”Kilroy was here”, som spreds över hela världen under andra världskriget. Det finns fler, som ”Brök”, ”Overby”, "Kyselak" (se bild) eller ”The Shadowman”. Både text och bild förekommer.

- Dialoggraffiti: Hela dialoger mellan för varandra okända upphovsmän kan utspinna sig exempelvis på herr- eller damtoaletten. Det finns exempel på över 30 på varandra följande repliker, ofta med ett poetiskt, lekfullt, humoristiskt eller obscent innehåll.[15]

- Barnklotter med krita: Så länge det funnits skolkrita har barn ”ritat hage” och andra figurer på trottoarerna. Se även: trottoarmålning. Konstnären Keith Haring målade med krita på vakanta reklamskyltar i New Yorks tunnelbana. Kritan är inte permanent.[16]

- Fängelsegraffiti: Graffiti tillkommer ibland som brist på annan sysselsättning, och är därför särskilt vanlig i fängelser, från medeltidens Towern i London och fram till idag. Namn, datum, verser och teckningar dominerar.[17]

- Toalettgraffiti: Denna form verkar vara den minst föränderliga. ”Hac ego cacavi” kan vi läsa redan i Pompeji, och våra vanligaste runda ord används fortfarande flitigt i brist på annan underhållning.[18]

## Övrig litteratur
- Bosio, Antonio: Roma Sotterranea. Rom 1593, postumt utgiven 1632. (Det första seriösa arbetet om graffiti, med uppteckning av olika inskrifter i Roms katakomber. Antonio avslutade sina forskningsmödor med att sätta sin egen "tag" i Priscilla-katakomben.)

- Tanzer, Helen H.: The Common People of Pompeii. A Study of the Graffiti. The Johns Hopkins Press, Baltimore 1939.

- Reisner, Robert: Two Thousand Years of Wall Writing. Cowles, N.Y. 1971.

- McLean,William: Graffiti. Encyclopedia Universalis, Band 7, Paris 1970, s. 849-854. (Den säkraste referensen om graffitins utveckling t.om. 1968 då artikeln skrevs).

- Kohl, Herbert: Names, Graffiti and Culture. Urban Review, Apr 1969, vol 3, nr 5, s. 25-37.(Tidig och viktig essä om den nya graffitins förstadium.)

- Kohl, Herbert: Golden Boy as Anthony Cool. A Photo Essay on Naming and Graffiti.  Dial Press, N.Y. 1972.(En utvidgning och fördjupning av artikeln ovan.)

- Mailer, Norman: The Faith of Graffiti. (Fotobok i folioformat, bl.a. med tidiga tags) Praeger, N.Y. 1974.

- Kreuzer, Peter: Das Graffiti-Lexikon. Graffiti von A – Z. Heyne, München 1986.(Brett upplagd internationell uppslagsbok på tyska, dock med visst fokus på München.)

- Stahl, Johannes: An der Wand. Graffiti zwischen Anarchie und Gallerie. Dumont, Köln 1989.